# 愛與獸
〈愛與獸〉（英語：Love & Monsters）是英國科幻電視劇《異世奇人》系列2的第10集，2006年6月17日在BBC One首播。這集的編劇是拉塞爾·T·戴維斯，導演為丹·澤夫。演員方面，主角博士（大衛·田納特飾演）和其同伴羅斯·泰勒（比莉·派佩飾演）在本集的戲份甚少，反而飾演愛爾頓·波普的馬克·沃倫有更多的出鏡機會。這是新版《異世奇人》自播出以來首次作出的嘗試。
事實上，這也考慮到現實需要：在電視台確定製作聖誕特輯《聖誕入侵》後，劇組的製作時間變得更為緊缺，田納特和派佩須在拍攝《不可能的星球》/《撒旦坑》合集的同時參與《愛與獸》的演出。為此，編劇戴維斯特意編寫一部博士和泰勒較少出場的劇本。此外，本集的怪物艾比史布夫（Abzorbaloff）的登場也顧及到現實需要，蓋因這頭怪物是由公開比賽中脫穎而出的設計。
在劇情方面，這集以波普為中心，講述他與一群志同道合組成研究博士的興小組。某日，名為維克多·肯尼迪的男子加入小組，迫令眾人找到博士。其後，小組中的一些成員無故失蹤。原來，肯尼迪的真正身份是名為艾比史布夫的外星人，他之所以要找到博士就是要將後者果腹並奪去其時間機器。最終，博士擊退艾比史布夫，但小組只餘下波普和其女友烏蘇拉·布雷克倖存。這集共吸引660萬收看，評價好壞參半，有的喜歡其敘事手法，有的認為這是拙劣的模仿，並對劇中不文的笑話反感。

## 劇情
劇集一開始，即有一名為愛爾頓·波普的男子拍攝影像日誌。他對著電腦鏡頭表示兒時聽到TARDIS，但未見過博士的真身。自此，他對博士深感興趣，並研究他的行蹤。某天，他在網絡上發現英國尚有其他人在研究博士，包括布雷克、布麗奇特、布利斯以及史金納。於是，他們決定在倫敦某圖書館的底層聚會，並將這團體命名為LINDA（London Investigation N Detective Agency，倫敦調查與探查者代理處）。不久後，眾人熟稔起來，LINDA久而久之成為一個聯誼會多於研究博士的組織。
有一日，一名為維克多·肯尼迪的男子加入小組，他指責眾人忘記成立組織的初衷，並教導眾人調查技巧，迫令他們找出博士。隨後，波普接到肯尼迪送他的任務﹕假裝追求泰勒的母親積奇以取得博士最新的資訊。肯尼迪輕而易舉地取得積奇的信任，卻陰錯陽差地被她發現其意圖，敗陣而回。同時，布麗奇特和布利斯在毫無原故下脫離LINDA，肯尼迪在會議上指二人是要過回平常人的生活才離開組織。會議結束後，肯尼迪要求史金納留下，並讓波普及布雷克回家。在途中，布雷克發現手機遺留在圖書館，於是和波普一起折返。然而，他們回到圖書館時看不到史金納的蹤影，卻發現一頭外表奇怪的類人外星生物—艾比史布夫，並被吞下肚。原來，此外星生物正是肯尼迪的真身，他之所以加入LINDA是為了找到博士並將其吞食及搶去TARDIS，而布麗奇特和布利斯的失蹤也與艾比史布夫有關，二人已身葬其腹。
艾比史布夫見事跡敗露，將布雷克滅口，並將波普追迫至一條死路。此時，博士和泰勒乘坐TARDIS來到，後者痛斥波普傷害其母。艾比史布夫見博士不請自來，大喜，又威脅博士把TARDIS送給他，否則會殺死波普。然而，博士不願屈從。此時，已被艾比史布夫吞下肚的一眾人發現能解讀他的意念，並得悉他手杖是其能量裝置。於是，眾人指示波普折斷手杖。果然，艾比史布夫即時溶解。然而，由於時間不足，被吃掉的一眾成員也隨之死去，博士只能救過陷入地板的布雷克。

### 前後連接
波普在追查博士的行蹤，提到〈羅斯〉、〈撞毀大笨鐘〉和〈聖誕入侵〉。泰勒問艾比史布夫的來歷，後者聲稱來自斯里汀（Slitheen）的姐妹星，斯里汀是〈撞毀大笨鐘〉和〈第三次世界大戰〉中的外星人。此外，艾比史布夫指泰勒於火炬木小組的檔案失蹤是受「惡狼病毒」影響。其中，火炬木小組和惡狼是《異世奇人》系列1和系列2的故事線。而事實上，火炬木小組之所以不知道泰勒是何許人也是發生於〈鬼軍〉的事。至於艾比史布夫所讀的《每日郵報》中的標題：「薩克森以64%的支持度領先」，薩克森是系列3的故事線，也是博士天敵法師的化身。

## 製作
〈愛與獸〉的主角並非博士和泰勒，而是波普，這過去的《異世奇人》劇集大為不同。事實上，這決定考慮到現實，蓋因BBC決定開拍聖誕特輯〈聖誕入侵〉後，系列2的集數由13集增至14集。這變相令田納特和派佩需要在拍攝〈不可能的星球〉／〈撒旦坑〉的同時，還須參與〈愛與獸〉的製作。這是博士和同伴首次鮮有出鏡的《異世奇人》劇集，隨後類似的還有〈眨眼〉、〈向左轉〉以及〈等待的女孩〉等。
編劇戴維斯刻意減少博士和泰勒在這集的戲份。為此，戴維斯參照《魔法奇兵》的〈赫伯特〉和的〈低甲板〉，兩者均以非典型的角色為主角。他又形容〈愛與獸〉的劇本是「實驗性的」而且驚嚇性較低 。不過，「這集觀眾依可看到怪物和博士，還帶點可怕 。故此，這集還是正常的《異世奇人》，只是比觀眾們認識的古怪一點」 。此外，劇中的組織LINDA也是由戴維斯所構思，名稱取自BBC長壽兒童節目《為何不是你?》的一個環節：利物浦調查與探查者代理處（Liverpool Investigation 'N' Detective Agency）。戴維斯擔當該節目的製作人。
另外，戴維斯還表示在編寫〈愛與獸〉的初稿時，原計劃波普經歷更多《異世奇人》提及過的事件，比如波普3歲的生日會時曾因戴立克入侵地球而取消（〈戴立克的回憶〉），其母被塑膠人殺死（〈塑膠人的恐懼〉），又親眼目睹外星生物史高（〈史高的恐懼〉）。同時，在新版《異世奇人》決定播出前，戴維斯又考慮將這故事投稿至《異世奇人雜誌》的漫畫專欄，還曾考慮將這集改以女演員為中心，但他認為劇中的女性元素已夠多，因此最終放棄此想法。對於波普一角的設定，戴維斯希望他說話的語調像個普通人一樣，而非「用有趣腔調說話的怪人」。同時，他補充波普對博士的回憶並非完全可靠，因此他提到的事未必可信。
外星生物艾比史布夫的加入也是基於實際需要，牠的外貌是取自《藍色彼得》的「齊來設計《異世奇人》怪物」比賽的勝出者—9歲男孩威廉·格蘭森。戴維斯認為這怪物「看起來很棒」，並能嚇壞人。然而，考慮到拍攝的困難，這頭怪物的一些設計被劇組修改，比如怪物與一輪雙層巴士般大，但劇組最終把牠改成與人類同樣大小。製片人菲爾·歌連臣透露格蘭森對於自己設計的怪物被修改感到非常失望 。扮演這頭怪物的比得·基利憶述他是如何取得這次的演出﹕他在2005年6月，即新版《異世奇人》決定開拍前寫信給戴維斯，表示有意參演。最終，他在同年9月得到回復，並被安排演出一集。不過，他對此角不太滿意，認為相比他在《加冕街》飾演的反派比起於本集中的「UFO監察人」為之有趣。

## 發行和反響
〈愛與獸〉2006年6月17日晚上在BBC One首播。當晚的收視報告指英國共有622萬觀看這集，收視率為38.3%。最終的收視報告指，這集的收看人數是666萬人，在該星期的收視排行榜中名列第15位。欣賞指數方面，這集的得分為76分。另外，這集與〈不可能的星球〉和〈撒旦坑〉以DVD形式於2006年8月7日發行，整個系列2的DVD套裝則在同年11月20日上市。
電視評論員對〈愛與獸〉的評價兩極。《SFX》的尼克·珊琪菲爾德在5分為滿分下給了這集4.5分，稱《愛與獸》為《異世奇人》「下了新的定義」，又稱這集或許是戴維斯筆下「最醒目、最有趣、最溫暖和最個人化的劇本」。同時，珊琪菲爾德對基利的演出覺得滿意。多媒體評論網站IGN的阿森爾·哈克在10分為滿分下給了此集9.5分，並對其對白讚不絕口。然而，他認為劇中一些令人哀傷的情節與這集的喜劇風格鑿枘不入。美國的《偏鋒雜誌》亦對這集持正面評價，指這集是整個系列2中最古怪和美麗的一集，又對扮演積奇的卡米爾·科杜里表示讚賞。
在2011年，《SFX》封《愛與獸》為其中一集最出色的偽科幻紀錄片，稱這集為該類片種作了一個好示範，並值得重看一次。不過，《SFX》也同時指出基利的演出過於誇張，又認為艾比史布夫是窩廢的怪物。報章《蘇格蘭人》的路莎·皮爾森覺得死硬派粉絲不會喜歡這集的喜劇風格和基利如小丑般的演出，但同時寫道：「博士終於取得休息機會不失為一件美事」。布魯堡在《Now Playing》雜誌給了這集更負面的評分「D-」，他欣賞這集的首30分鐘，並認為劇中的人物相當有趣，但他也直言劇中最後10分鐘不但是「對觀眾智商的一種悔辱」，更完完全全地破壞了這集。《衛報》的史堤芬·布魯克對該作同樣不敢恭維，他在回顧整個系列2時表示「討厭」〈愛與獸〉這集，形容該作是「拙劣的模仿」。一些評論認為在劇終時波普與女友布雷克的交流是在口交，故批評這幕不該在合家歡時段播出，但亦有指兒童根本看不懂其含意。在2009年，《異世奇人雜誌》發出讓讀者選出最愛的《異世奇人》劇集。最終，〈愛與獸〉在200集中排名第153位。

## 資料來源
1. 1 2 3  . BBC.   [2013-07-11]. （原始内容存档于2013-07-11）.
2. 1 2 3 4 5 6 7  Burk, Graeme; Smith?, Robert. .  1st. ECW Press. 2012-03-06: 107–108. ISBN 1-55022-984-2.
3. ↑  Davies, Russell T. . BBC.   [2013-07-10]. （原始内容存档于2010-07-25）.
4. 1 2 3 4 5  . . 第2系列. 第10集. 2006-06-17. BBC. BBC Three.
5. ↑  Walker, Stephen James. . . Telos Publishing. 2008-12-17: 182–194. ISBN 1-84583-027-X.
6. ↑  Martin, Dan. . The Guardian. 2011-09-10  [2013-07-18]. （原始内容存档于2013-01-13）.
7. ↑  . The Medium is Not Enough. 2006-06-19  [2013-03-22]. （原始内容存档于2013-05-09）.
8. 1 2 3 4  . Radio Times. June 2006  [2013-07-11]. （原始内容存档于2010-01-09）.
9. 1 2 3 4 5  Davies, Russell T; Collinson, Phil. . BBC.   [2010-06-02]. （原始内容存档于2008-11-12）.
10. ↑  . BBC.   [2013-07-18]. （原始内容存档于2006-06-20）.
11. ↑  . Outpost Gallifrey. 2006-06-23  [2013-07-18]. （原始内容存档于2006-07-12）.
12. ↑  Lyon, Shaun. . Outpost Gallifrey. 2006-06-28  [2006-07-11]. （原始内容存档于2007-10-01）.
13. ↑  Doctor Who Magazine: Series Two Companion (Panini Comics). 2006-11-09, (14 - Special Edition).
14. 1 2  Setchfield, Nick. . SFX. 2006-06-18  [2013-07-10]. （原始内容存档于2012-04-23）.
15. 1 2  Haque, Ahsan. . IGN. 2006-12-11  [2013-07-10]. （原始内容存档于2012-10-23）.
16. ↑  Ruediger, Ross. . Slant Magazine. 2006-12-08  [2013-07-07]. （原始内容存档于2012-01-02）.
17. 1 2  Bahar, Narin. . SFX. 2011-09-24  [2013-07-10]. （原始内容存档于2014-01-10）.
18. ↑  Pearson, Louisa. . The Scotsman. 2006-06-19  [2013-07-18]. （原始内容存档于2006-06-22）.
19. ↑  Blumburg, Arnold T. . Now Playing. 2006-06-22  [2013-07-10]. （原始内容存档于2006-07-21）.
20. ↑  Brook, Stephen. . The Guardian. 2006-07-10  [2013-07-10]. （原始内容存档于2012-10-18）.
21. ↑  Lyon, J Shaun. . Telos Publishing Ltd. 2006. ISBN 1845830083.
22. ↑  Griffiths, Peter. . Doctor Who Magazine (Panini Comics). 2009-10-14, (413).

## 外部連結
- "Find me that Girl" （页面存档备份，存于） - episode trailer
- Episode commentary by Russell T Davies, Phil Collinson, and Susie Liggat (MP3)
- "Love & Monsters" episode homepage （页面存档备份，存于）
- "Love & Monsters" 在 BBC《異世奇人》的主頁
- 互联网电影数据库上愛與獸的资料（英文）